# Canal Plassendale-Nieuwpoort
El Canal Plassendale-Nieuwpoort és un canal de Bèlgica d'una llargada de 20,979 km. Accepta vaixells cap a 300 tones.
El canal segueix més o menys la línia de la costa del mar del Nord, des de Plassendale, un nucli del municipi d'Oudenburg cap a Nieuwpoort, on s'enllaça via l'enllaç de Nieuwpoort amb el riu IJzer i amb el canal Nieuwpoort-Duinkerke al complex de rescloses Ganzepoot que deu el seu nom a la seva semblança a una pota d'oca, el que en neerlandès es diu ganzepoot.
Avui el canal s'utilitza principalment per a la navegació recreativa. Els camins de sirga van integrar-se en una sèrie de rutes per a ciclistes.

## Història
El canal s'ha excavat parcialment al llit d'un antic riu Ieperlee i un priel que va romandre després de la regressió del mar del Nord. Unes restes de l'antic Ieperlee més meandrós encara queden al nord del canal. El canal data del segle xvii quan la república de les Set Províncies Unides va tancar l'Escalda durant la guerra dels Vuitanta Anys i que el governador dels Països Baixos espanyols, l'arqueduc Albert VII d'Àustria va cercar desesperadament una sortida al mar per a la indústria d'Anvers, Gant i Bruges.

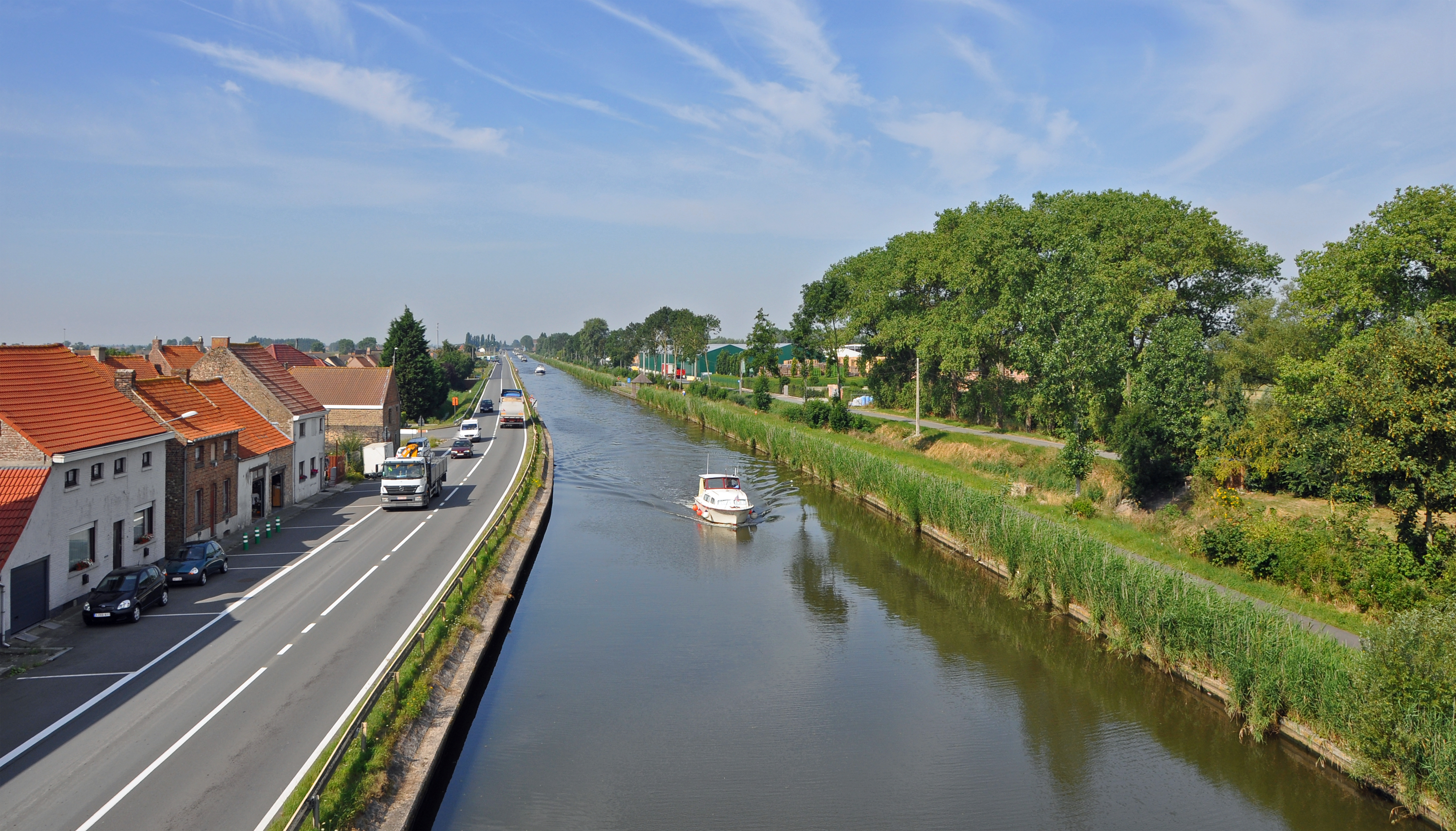
El canal a Snaaskerke

El primer projecte era una connexió fins a Duinkerke. Les tres ciutats Brugge, Veurne i Duinkerke van concloure un acord per a conduir l'obra i compartir els costs, com que consideraven aquest trajecte més pràctic que el tram Oostende-Plassendale, que tot i ésser més curt, era massa sotmès a la marea. En aquests temps de guerres, un canal era més fàcil per a defensar que els vaixells a l'alta mar. Quan França va annexar Duinkerke i Flandes francès el 1658, ja no hi havia cap alternativa pels Països Baixos espanyols que desenvolupar i fortificar la ciutat d'Oostende, crear un port marítim nou i crear una xarxa de canals. Albert VII va encarregar l'«arquitecte i enginyer arqueducal» Venceslau Cobergher amb aquest projecte.
El canal tenia també una connexió via els canals Moerdijkvaart i Gistelvaart (terraplenat el 1980) amb l'antic port interior de la ciutat de Gistel també terraplenat.

## Resclosa
A Nieuwpoort, la resclosa «Gravensluis» (resclosa del comte) dona directament a l'estuari de l'IJzer que és sotmés al moviment de la marea. La «Sint-Jorissluis» (resclosa de Sant Jordi) connecta amb l'IJzer canalitzat, tallat de la marea per la resclosa «Iepersluis».
| Resclosa         | Resclosa    | Resclosa | Resclosa | Resclosa    | Resclosa       |
| ---------------- | ----------- | -------- | -------- | ----------- | -------------- |
| Nom              | Localitat   | llargada | amplada  | profunditat | alçària llibre |
| Plassendalesluis | Plassendale | 90,00    | 6,35 m   | 2,00 m      | 99,99 m        |
| Gravensluis      | Nieuwpoort  | 45,00m   | 8,00 m   |             | 99,99 m        |
| Sint-Jorissluis  | Nieuwpoort  | 124,00m  | 12,50 m  |             | 99,99 m        |

## Afluents
- Moerdijkvaart
- Oudenburgs Vaardeken